# 1. česká hokejová liga 2025/2026
1. česká hokejová liga 2025/2026 bude 33. ročníkem v historii této soutěže. Po Extralize je druhou nejvyšší soutěží v ledním hokeji na území České republiky. Účastnit se jí bude celkem 14 klubů.

## Kluby podle krajů
- Hlavní město Praha: HC Slavia Praha
- Středočeský kraj: SC Marimex Kolín
- Karlovarský kraj: HC Baník Sokolov
- Ústecký kraj: Piráti Chomutov, HC Stadion Litoměřice
- Jihočeský kraj: HC Tábor
- Vysočina: SK Horácká Slavia Třebíč, HC Dukla Jihlava
- Pardubický kraj: HC Dynamo Pardubice B
- Olomoucký kraj: HC ZUBR Přerov
- Moravskoslezský kraj: HC Frýdek-Místek, HC RT TORAX Poruba 2011
- Zlínský kraj: RI Okna Berani Zlín, VHK ROBE Vsetín